# Robert Starer
Robert Starer (Bécs 1924. január 8. – Kingston, 2001. április 22.) osztrák származású amerikai zeneszerző, zongoraművész és pedagógus.

## Életpályája
Robert Starer Már 4 éves korában elkezdett zongorázni tanulni, majd a Bécsi Zene- és Bécsi Állami Akadémián folytatta tanulmányait. Az 1938-as népszavazás után, amelyen Ausztria a náci Németország általi annexió mellett szavazott, Starer Palesztinába távozott, és a jeruzsálemi konzervatóriumban tanult Josef Talnál. A második világháborúban a Brit Királyi Légierő nél szolgált, majd 1947-ben az Amerikai Egyesült Államokban telepedett le. A New York-i Juilliard Schoolban zeneszerzést tanult Frederick Jacobinál, majd 1948-ban Aaron Coplandnél, és 1949-ben posztgraduális diplomát szerzett a Juilliardon. Starer 1957-ben amerikai állampolgár lett.
Robert Starer tanított a Juilliard Schoolban, a Brooklyn College-ban és a New York-i City University of New York Graduate Centerében, ahol 1986-ban lett elismert professzor. Nős volt, egy gyermeke született, Daniel, és haláláig a New York állambeli Woodstockban lakott. Mintegy harminc évig élt együtt Gail Godwin írónővel; ketten több librettón dolgoztak együtt.
Starer termékeny volt, sok műfajban komponált. Zenéjét a kromatika és a lendületes ritmusok jellemezték. Különösen dicsérték vokális műveit, akár angol, akár héber szövegre írta azokat. Ő komponálta Martha Graham 1962-es Phaedra című balettjének zenéjét. Négy operát is írt: A betolakodó (1956), Pantagleize (1967), Az utolsó szerető (1975) és Apollonia (1979). Nevezetes versenyművei közé tartozik az Itzhak Perlman számára írt Hegedűverseny, amelyet a Bostoni Szimfonikus Zenekar vett fel, Ozava Szeidzsi vezényletével, valamint Starker János megrendelésére írt Csellóversenye, amelyet a Pro Arte Kamarazenekar vett fel, Leon Botstein vezényletével.
Starer egyik legismertebb darabja az Even and Odds fiatal zongoristák számára. Ismertek még Sketches in Color című darabjai, valamint a Rhythmic Training című ritmusolvasás-oktató kézikönyve.
Starer tanítványai között volt Talib Rasul Hakim is.
Starer 2001. április 22-én halt meg Kingstonban, New York államban, és  Woodstockban (Ulster megye) található Artists Cemeteryben van eltemetve.

## Fordítás
- Ez a szócikk részben vagy egészben  a   Robert Starer című angol Wikipédia-szócikk fordításán alapul.  Az eredeti cikk szerkesztőit annak laptörténete sorolja fel. Ez a jelzés csupán a megfogalmazás eredetét és a szerzői jogokat jelzi, nem szolgál a cikkben szereplő információk forrásmegjelöléseként.